# Дембины (Торуньский повет)
Дембины — деревня в гмине Лубянка Торуньского повета Куявско-Поморского воеводства в центральной части севера Польши.